# Electrònica d'estat sòlid

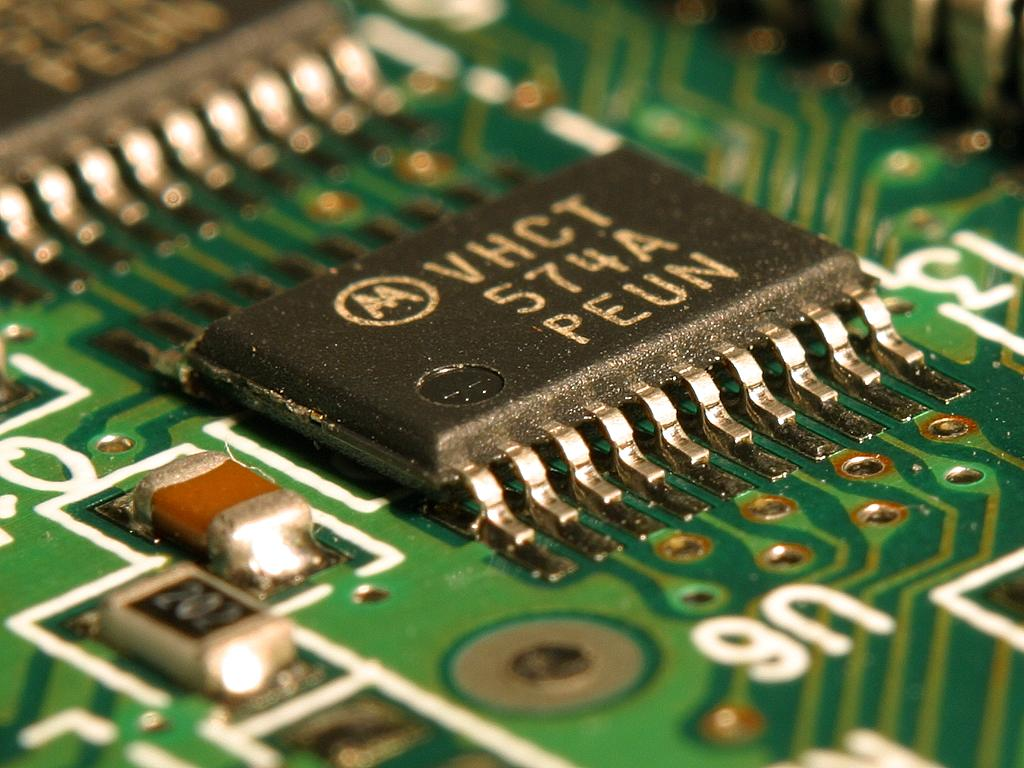
Un circuit integrat (IC) en una placa de circuit imprès. S'anomena circuit d'estat sòlid perquè tota l'acció elèctrica del circuit es produeix dins de materials sòlids.

La electrònica d'estat sòlid s'ocupa de circuits o dispositius construïts totalment de materials sòlids i en els quals els electrons, o altres  portadors de càrrega, estan confinats enterament dins del material sòlid. El terme s'utilitza sovint per contrastar amb les tecnologies anteriors de buit i dispositius de tub de descàrrega de gas. També s'ha convingut a excloure del terme estat sòlid als dispositius electromecànics (relés, interruptors,  discs durs i altres dispositius amb parts mòbils).

## Descripció
Encara estat sòlid pot incloure sòlids de monocristall, de policristall i amorfs referits a conductors elèctrics, aïllants i semiconductors, el material de construcció més sovint utilitzat és un semiconductor cristal·lí. Els dispositius d'estat sòlid comuns inclouen transistors microprocessadors i xips de memòria RAM. Un tipus especialitzat de RAM anomenada memòria flash utilitzada en les  memòries USB i, més recentment, en les unitats d'estat sòlid per substituir els discs durs magnètics de rotació mecànica. Dins el dispositiu té lloc una quantitat considerable d'acció electromagnètica i de mecànica quàntica. La denominació es va imposar en la dècada de 1950 i en la de 1960, durant la transició des de la tecnologia del  tub de buit cap als díodes i transistors semiconductor és. Més recentment, el circuit integrat (IC), el díode emissor de llum (LED) i la pantalla de cristall líquid (LCD) han evolucionat com altres exemples de dispositius d'estat sòlid.
En un component d'estat sòlid, la  corrent està confinada a elements sòlids i compostos dissenyats específicament per commutarla i amplificar. El flux de corrent es pot entendre de dues maneres: com a càrrega negativa d'electrons i com deficiències d'electrons carregades positivament, denominades  buits.

## Història
Tot i que el primer dispositiu electrònic d'estat sòlid va ser el detector de bigotis de gat, un grec díode semiconductor inventat cap al 1904, l'electrònica d'estat sòlid va començar realment amb la invenció del primer treball transistor el 1947. El primer transistor en funcionament va ser un transistor de contacte inventat per William Shockley, Walter Houser Brattain i John Bardeen a Bell Laboratories el 1947. Abans, tots els equips electrònics utilitzaven tubs de buit, perquè els tubs de buit eren els únics components electrònics que podien   amplificar : Una capacitat essencial en tots els electrònics.
El MOSFET (metall-òxid-silici transistor d'efecte de camp), també conegut com a transistor MOS, va ser inventat per Mohamed Atalla i Dawon Kahng en els Bell Labs  el 1959. Els avantatges del transistor MOS inclouen  escalabilitat alta, baixpreu baix consum d'energia, i  alta densitat. El transistor MOS va revolucionar la indústria de l'electrònica, i és el dispositiu semiconductor més comú del món.
La substitució de tubs de buit voluminosos i fràgils que consumeixen molta energia per transistors a la dècada de 1960 i 1970, va crear una revolució no només en la tecnologia sinó en els hàbits de les persones, ja que va fer possible el primers aparells realment portàtils en l'electrònica de consum, com el ràdio transistor, el reproductor de casset, el walkie-talkie i el rellotge de quars, així com els primers ordinadors pràctics i telèfons mòbils.
Uns exemples de dispositius electrònics d'estat sòlid són el xip microprocessador, la làmpada LED, la cel·la solar, el sensor d'imatge (CCD) usat a les càmeres i el làser de semiconductor.
El primer dispositiu d'estat sòlid va ser el "detector de bigotis de gat", utilitzat per primera vegada en 1930 en els receptors de ràdio. Es col·loca un filferro similar a un bigoti lleugerament en contacte amb un cristall sòlid (com el cristall de galena) per tal de detectar un senyal de ràdio per efecte de la unió de contacte. El dispositiu d'estat sòlid va fer pròpiament la seva entrada amb la invenció del transistor el 1947.